# Gildas
Gildas di Rhuys, detto anche Gildas il Saggio, Gildas il Sapiente o Gildas Badonicus (Strathclyde, tra il 493 e il 516 – Île-d'Houat, 29 gennaio 570), è stato un abate e storico britanno, fondatore di monasteri. È venerato come santo dalla Chiesa cattolica.
È ben conosciuto per il suo aspro sermone polemico De Excidio et Conquestu Britanniae, che racconta la storia dei Britanni prima e durante la venuta dei Sassoni. 
il sermone di Gildas racconta anche le vicende del condottiero romano-britannico Ambrosio Aureliano (il leggendario zio paterno di re Artù, se non sua possibile base storica) contro gli invasori sassoni, e ciò rende la sua opera la prima fonte di ispirazione per gli scrittori arturiani.
Gildas è una delle figure meglio documentate della chiesa cristiana nelle isole britanniche durante il periodo post-romano, ed era rinomato per la sua conoscenza biblica e il suo stile letterario. Nella sua vita successiva emigrò in Bretagna dove fondò un monastero, noto come Saint-Gildas de Rhuys.

## Biografia

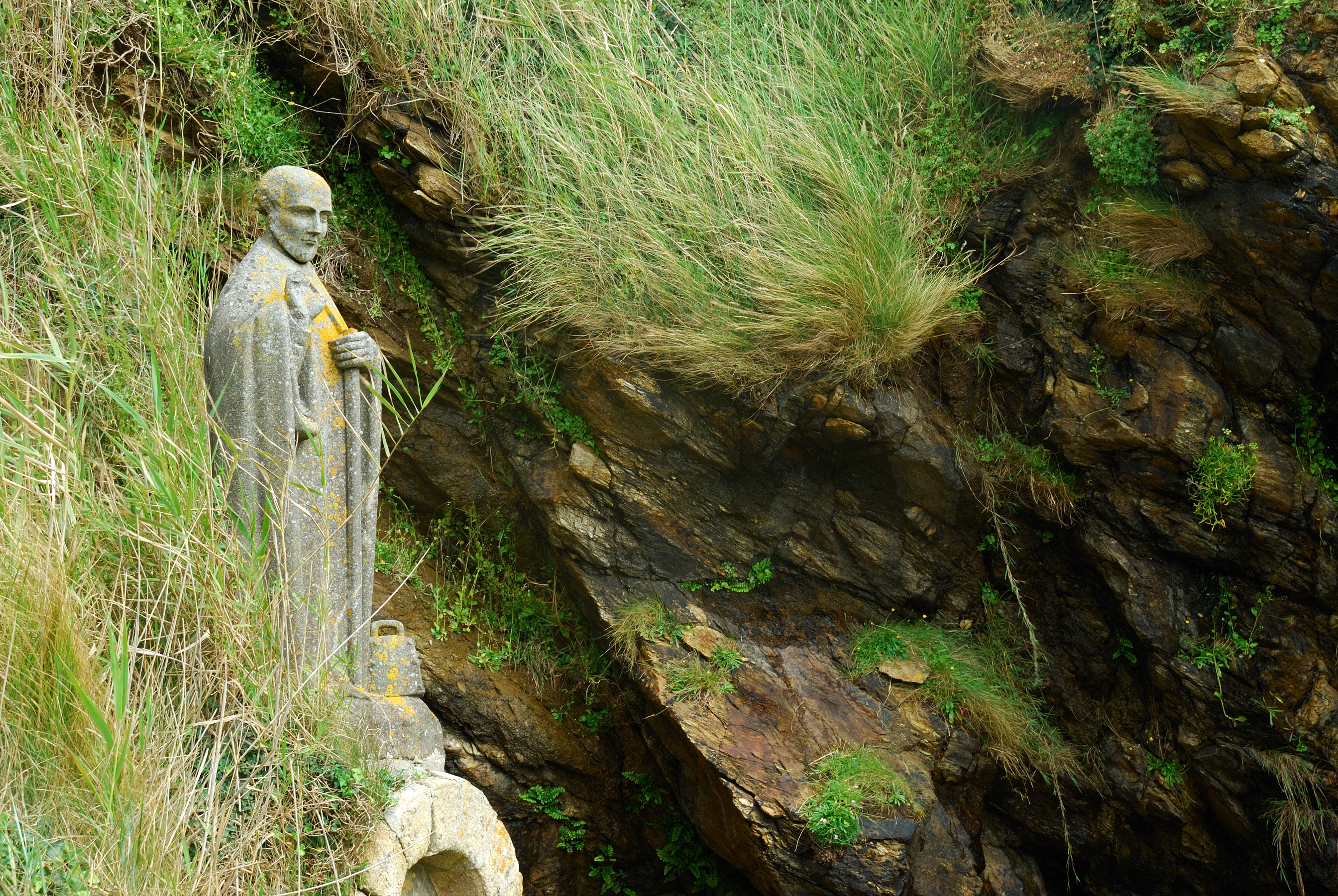
Statua di Gildas de Rhuys nel Morbihan, Francia

Nacque forse a Strathclyde, nello stesso anno della battaglia del monte Badon, come lui stesso ci informa, da una famiglia principesca, fu affidato alle cure dell'abate Iltud. Compì i suoi studi fra il Galles e l'Irlanda.
Egli intraprese un viaggio verso Roma e, durante il viaggio, in Bretagna nella località di Rhuys, sull'omonima penisola, di fronte all'isola di Houat, fondò il monastero di Rhuys. A questo monastero, del quale fu probabilmente abate, fu dato poi il suo nome. Percorse poi la Cornovaglia, dove predicò e fondò monasteri. A 44 anni cominciò a scrivere il De excidio et conquestu Britanniae. Nel 561 compì un viaggio in Irlanda del quale però non abbiamo notizie precise.
Gildas morì, secondo gli Annales Cambriae, nel 570 a Houat, ma fu sepolto nel monastero di Rhuys.

## Opere
- Canoni di disciplina;
- De excidio et conquestu Britanniae;[2]
- Liber de paenitentia;[1][3]
- L'inno Lorica.[1]